# Bošáca
Bošáca (in ungherese Bosác) è un comune della Slovacchia facente parte del distretto di Nové Mesto nad Váhom, nella regione di Trenčín.